# لهوي احتكاكي مهموس
لهوي احتكاكي مهموس (بالإنجليزية: Voiceless uvular fricative)، صامت لهوي احتكاكي مهموس مستخدم في بعض اللغات المحكيّة، يرمز له بالأبجديّة الصوتيّة الدوليّة بالرمز (χ)، وبأبجدية مناهج تقييم الكلام الصوتية الموسعة بالرمز (X).

## ملامح الصوت
الملامح المميزة لصامت اللهوي الاحتكاكي المهموس:
1. مخرج الصوت احتكاكي، وهذا يعني أنّ الصوت ينطق بواسطة دفع الهواء عبر ممر ضيق في موضع النطق.
2. صفة الصوت لهويّة، وهذا يعني أنّ الصوت ينطق بواسطة انحناء الجزء الخلفي من اللسان واقترابه من اللهاة والتجويف الأنفي.
3. الصفة اللفظية مهموس، وهذا يعني أنّ الحبال الصوتيّة لا تهتز أثناء نطق الصوت.
4. صامت شفتاني، وهذا يعني أن الهواء يخرج من خلال الفم فقط.
5. صامت مركزي، وهذا يعني أن الصوت ينتج عن طريق تمرير الهواء على طول اللسان ووسطه، وليس من الجوانب.
6. تقنية تدفق الهواء رئويّة، وهذا يعني أنّ الصوت ينطق الحرف عن طريق دفع الهواء بواسطة الرئتين والحجاب الحاجز فقط، كمعظم الأصوات تقريباً.

## ظهور الصوت
| اللغة           | اللغة                    | الكلمة         | أصد                    | المعنى                           | ملاحظات        |
| --------------- | ------------------------ | -------------- | ---------------------- | -------------------------------- | -------------- |
| أرمنية          | أرمنية                   | խոտ            | [χot] (مساعدة·معلومات) | ‘عشب’                            |                |
| أمازيغية        | لهجة قبائلية             | axxam          | [aχχam]                | 'منزل'                           |                |
| هولندية         | اللهجات الشمالية الشرقية | Scheveningen   | [ˈsχeɪ̯vəˌnɪŋə(n)]      | 'اسخيفينينغن، حي من أحياء لاهاي' |                |
| فرنسية          | فرنسية                   | proche         | [pχɔʃ]                 | 'قريب'                           |                |
| العبرية الحديثة | العبرية الحديثة          | אח             | [aχ]                   | 'أخ'                             |                |
| برتغالية        | لهجة برازيلية            | carro          | [kaχu]                 | 'سيارة'                          | في بعض اللهجات |
| إسبانية         | إسبانية                  | jugar          | [χuˈɣaɾ]               | لعب'                             |                |
| يويغورية        | يويغورية                 | یاخشی / yaxshi | [jɑχʃi]                | 'جيد'                            |                |